# Zeitung für Städte, Flecken und Dörfer

1. Seite der Erstausgabe von Sonnabend, 25. November 1786

Titelblatt der Ausgabe vom 13. November 1790

Die Zeitung für Städte, Flecken und Dörfer, wegen ihrer in rot gedruckten Titelzeile auch Rothe Zeitung genannt, erschien erstmals am 25. November 1786 in Wolfenbüttel. Herausgeber war bis zu seinem Tode 1797 der evangelische Pastor Hermann Bräss.

## Geschichte
Der vollständige Titel der Zeitung lautete: Zeitung für Städte, Flecken und Dörfer, insonderheit für die lieben Landleute alt und jung. Sie erschien mit Billigung des Braunschweigischen Herzogs Karl Wilhelm Ferdinand zunächst zwei, später drei Mal wöchentlich in der Wolfenbütteler Druckerei Bindseil, umfasste zuerst vier, später dann acht Quartseiten und kostete „8 gute Groschen“ im Vierteljahr. Die „Rothe Zeitung“ ist die Vorläuferin der bis 1993 eigenständig bestehenden, seitdem als Kopfblatt der Braunschweiger Zeitung  erscheinenden Wolfenbütteler Zeitung. Die Zeitung wurde portofrei mit der Fahrpost entweder vom Herzoglichen Intelligenz-Comptoir in Braunschweig aus oder von der Bindseilschen Druckerei in Wolfenbüttel versendet. Sie war vor allem in Norddeutschland erfolgreich und erreichte Auflagen von 526 Exemplaren 1788 und 1600 im Jahre 1792. Die politischen Informationen erhielt Bräss von der Hamburgischen Correspondenz, einer Hamburger Zeitung, die über ein großes Korrespondentennetz verfügte. Zehn Jahre lang, bis zu seinem Tode 1797, schrieb Bräss die meisten Artikel selbst und war ihr alleiniger Herausgeber. Nach Bräss’ Tod führte Bindseil die Zeitung fort. Ab 1873 erschien die Zeitung als Wolfenbütteler Kreisblatt, ab Juni 1924 (mit Unterbrechung von 1937 bis 1949) als Wolfenbütteler Zeitung.

### Besonderheiten

#### Zielsetzung
Der 1738 in Braunschweig geborene Bräss hatte an der Universität Helmstedt Theologie studiert und war zum einen beseelt von den Ideen der Aufklärung und des Rationalismus, zum anderen von humanistischen Idealen. Christliche Nächstenliebe verstand er auch als praktische Erziehungs- und Armenhilfe. Nachdem er 1773 die Pfarrstelle im Dorf Dettum, nahe Wolfenbüttel, erhalten hatte, machte er es sich ab 1786 mit seiner Zeitung zur Aufgabe, vor allem die Landbevölkerung, die er als dem Aberglauben verhaftet ansah, zu bilden, indem er ihr landwirtschaftliche und hauswirtschaftliche Kenntnisse, aber auch gesellschaftspolitische Informationen zu vermitteln suchte.

#### Aufbau und Inhalt
Bräss versuchte seine Ziele dadurch zu erreichen, dass er besonderen Wert auf die Allgemeinverständlichkeit der Texte legte. Er schrieb fast alle Texte nicht nur selbst, sondern bereitete sie „volksnah“ auf – z. B. durch die Verwendung des in der Region gesprochenen Plattdeutschen. Fremdwörter und ausländische Eigennamen transkribierte er phonetisch. Er formulierte einfach, knapp und übersichtlich und kommentierte zudem gelegentlich auch seine Beiträge, was zum damaligen Zeitpunkt ein absolutes Novum war. Der Inhalt war nach Themen gruppiert. Zunächst kamen allgemeine Betrachtungen des Herausgebers, der zwar in keiner Ausgabe jemals namentlich erwähnt wurde, aber dennoch bald als Pastor Bräss aus Dettum bekannt war. Es folgten zeitgeschichtliche Ereignisse, Texte über Acker- und Gartenbau sowie Naturwissenschaften. Diesen folgten Texte für Lehrer, die in den Schulen abgeschrieben werden sollten. Den Abschluss bildeten Anekdoten, Polemiken und „Das Neueste in der Kürze“. Die „Rothe Zeitung“ gilt als einer der wenigen gelungenen Versuche jener Zeit, die Leserschaft in allgemeinverständlicher Sprache über Ereignisse aus Wissenschaft, Kultur, Gesellschaft und Politik zu informieren.
Die Zeitung war zunächst relativ unpolitisch, was sich jedoch mit dem Beginn der Französischen Revolution änderte. Im Verlauf der französischen Ereignisse, die Bräss, der 1768 in Paris gearbeitet hatte, aufmerksam verfolgte und kommentierte, verlagerte sich der journalistische Schwerpunkt auf den Bereich „Welthändel“. Nachdem der Pastor in der Anfangszeit seiner Zeitung politisch als „harmlos“ eingestuft worden war, geriet er mit seiner Herausgeberschaft zusehends in Konflikt mit den Zensurorganen des Herzogtums Braunschweig-Lüneburg, insbesondere dann, wenn dessen innen- oder außenpolitische Interessen tangiert waren, wie z. B. bei den Studentenunruhen an der Universität Helmstedt oder dem Wöllnerschen Religionsedikt.

### Leserbriefe
Die „Rothe Zeitung“ war die erste deutschsprachige Zeitung, die aktiv bei ihrer Leserschaft um die Zusendung von Leserbriefen warb und diese auch abdruckte.

## Erhaltene Exemplare
Erstausgaben der „Zeitung für Städte, Flecken und Dörfer“ befinden sich heute in Wolfenbüttel in der Herzog August Bibliothek und dem dortigen Staatsarchiv sowie in der Stadtbibliothek Braunschweig. Ein weiteres Exemplar befindet sich in Privatbesitz bei einem Nachfahren von Pastor Bräss. Ein weiteres äußerst seltenes Original der Erstausgabe vom 25. November 1786 wurde in den 2000er Jahren von Privatleuten aus Wolfenbüttel auf einem Dachboden entdeckt.